# Goldene Leinwand
Il Goldene Leinwand (schermo d'oro) è un premio cinematografico creato nel 1964 dalla HDF ("Hauptverband Deutscher Filmtheater e.V.") e dal giornale Filmecho/Filmwoche per premiare i film che hanno ottenuto grande successo commerciale in Germania. Il premio può essere concesso a lungometraggi, documentari e film d'animazione che sono stati visti nei cinema da almeno 3 milioni di spettatori. Il premio viene assegnato al distributore tedesco del film vincitore.
Il primo film a ricevere questo premio è stato Il tesoro del lago d'argento e la prima cerimonia di premiazione si è svolta il 22 gennaio 1964 al Mathäser Film Festival di Monaco.

## Categorie
- Goldene Leinwand: 3 milioni di biglietti entro 18 mesi (12 mesi fino al 1971) (dal 1964)[2]
- Goldene Leinwand mit Stern: 6 milioni di biglietti entro 18 mesi (dal 1980)
- Goldene Leinwand mit Stern (Sonderversion): 6 milioni di biglietti nel corso del tempo (1981-1988)[3]
- Goldene Leinwand mit 2 Sternen: 9 milioni di biglietti entro 18 mesi (dal 1993)
- Goldene Leinwand mit 3 Sternen: 12 milioni di biglietti entro 18 mesi (dal 1998)
- Goldene Leinwand Sonderausgaben: 15 o 18 milioni di biglietti entro 18 mesi (dal 1998)
- Goldene Leinwand mit Stern und Brillanten: per una serie di almeno 6 film che complessivamente hanno venduto oltre 30 milioni di biglietti (dal 1983)
- Goldene Leinwand für besondere Verdienste in der Filmwirtschaft (dal 1967)
- Goldene Leinwand – Ehrennadel (dal 1998)

Titanic (1997) è stata l'unica pellicola ad aver ottenuto l'edizione speciale dei 15 e 18 milioni di biglietti.
Le serie di film di James Bond(1983), Star Wars (2005) e Harry Potter (2009) sono stati premiati con "Goldene Leinwand mit Stern und Brillianten" («schermo d'oro con stella e diamanti»).

## Vincitori

### Goldene Leinwand
| Anno | Film                                                                                   |
| ---- | -------------------------------------------------------------------------------------- |
| 1964 | Il tesoro del lago d'argento (Der Schatz im Silbersee) (1962)                          |
| 1964 | Kohlhiesels Töchter (1962)                                                             |
| 1964 | Irma la dolce (Irma la Douce) (1963)                                                   |
| 1964 | La valle dei lunghi coltelli (Winnetou - 1. Teil) (1963)                               |
| 1965 | L'eredità della zia d'America (Das Haus in Montevideo) (1963)                          |
| 1965 | Heimweh nach St. Pauli (1963)                                                          |
| 1965 | Una carabina per Schut (Der Schut) (1964)                                              |
| 1965 | Die große Kür (1964)                                                                   |
| 1965 | La Battaglia di Forte Apache (Old Shatterhand) (1964)                                  |
| 1965 | Giorni di fuoco (Winnetou - 2. Teil) (1964)                                            |
| 1965 | Amburgo squadra omicidi (Polizeirevier Davidswache) (1964)                             |
| 1965 | Agente 007 - Missione Goldfinger (Goldfinger) (1964)                                   |
| 1965 | Là dove scende il sole (Unter Geiern) (1964)                                           |
| 1966 | Agente 007 - Thunderball (Operazione tuono) (Thunderball) (1965)                       |
| 1966 | Dr. med. Hiob Prätorius (1965)                                                         |
| 1966 | Angelica (Angélique, Marquise des Anges) (1964)                                        |
| 1966 | Danza di guerra per Ringo (Der Ölprinz) (1965)                                         |
| 1966 | Desperado Trail (Winnetou - 3. Teil) (1965)                                            |
| 1967 | Il dottor Živago (Doctor Zhivago) (1965)                                               |
| 1967 | Angelica alla corte del re (Merveilleuse Angélique) (1965)                             |
| 1967 | Agente 007 - Si vive solo due volte (You Only Live Twice) (1967)                       |
| 1967 | I professionisti (The Professionals) (1966)                                            |
| 1968 | La meravigliosa Angelica (Angélique et le roy) (1966)                                  |
| 1968 | Confessioni intime di tre giovani spose (Das Wunder der Liebe) (1968)                  |
| 1968 | Helga (Helga - Vom Werden des menschlichen Lebens) (1967)                              |
| 1968 | Die Lümmel von der ersten Bank - 1. Trimester: Zur Hölle mit den Paukern (1968)        |
| 1968 | I nibelunghi (Die Nibelungen, Teil 1 - Siegfried) (1966)                               |
| 1969 | Zur Sache, Schätzchen (1968)                                                           |
| 1969 | Zum Teufel mit der Penne (1968)                                                        |
| 1969 | I dolci vizi... della casta Susanna (Susanne, die Wirtin von der Lahn) (1967)          |
| 1969 | Der Arzt von St. Pauli (1968)                                                          |
| 1969 | Morgens um sieben ist die Welt noch in Ordnung (1968)                                  |
| 1969 | Il libro della giungla (The Jungle Book) (1967)                                        |
| 1969 | Immer Ärger mit den Paukern (1968)                                                     |
| 1973 | Gli Aristogatti (The Aristocats) (1970)                                                |
| 1973 | ...continuavano a chiamarlo Trinità (1971)                                             |
| 1973 | Agente 007 - Una cascata di diamanti (Diamonds Are Forever) (1971)                     |
| 1974 | Ultimo tango a Parigi (1972)                                                           |
| 1974 | Agente 007 - Vivi e lascia morire (Live and Let Die) (1973)                            |
| 1974 | Anche gli angeli mangiano fagioli (1973)                                               |
| 1974 | La grande abbuffata (1973)                                                             |
| 1974 | Il mio nome è Nessuno (1973)                                                           |
| 1974 | Asterix e Cleopatra (Astérix et Cléopâtre) (1968)                                      |
| 1974 | Papillon (1973)                                                                        |
| 1975 | La stangata (The Sting) (1973)                                                         |
| 1975 | ...altrimenti ci arrabbiamo! (1974)                                                    |
| 1976 | Lo squalo (Jaws) (1975)                                                                |
| 1976 | Alto, biondo e... con una scarpa nera (Le Grand Blond avec une chaussure noire) (1972) |
| 1976 | Il giustiziere della notte (Death Wish) (1974)                                         |
| 1976 | Porgi l'altra guancia (1974)                                                           |
| 1976 | Robin Hood (1973)                                                                      |
| 1976 | Asterix il gallico (Astérix le Gaulois) (1967)                                         |
| 1977 | Qualcuno volò sul nido del cuculo (One Flew Over the Cuckoo's Nest) (1975)             |
| 1977 | Agente 007 - L'uomo dalla pistola d'oro (The Man with the Golden Gun) (1974)           |
| 1977 | Frankenstein Junior (Young Frankenstein) (1974)                                        |
| 1977 | Tre uomini in fuga (La Grande vadrouille) (1966)                                       |
| 1977 | Mandingo (1975)                                                                        |
| 1977 | L'incorreggibile (L'incorrigible) (1975)                                               |
| 1977 | La croce di ferro (Cross of Iron) (1977)                                               |
| 1978 | La spia che mi amava (The Spy Who Loved Me) (1977)                                     |
| 1978 | Le avventure di Bianca e Bernie (The Rescuers) (1977)                                  |
| 1978 | Guerre stellari (Star Wars) (1977)                                                     |
| 1978 | I due superpiedi quasi piatti (1977)                                                   |
| 1978 | L'inferno di cristallo (The Towering Inferno) (1974)                                   |
| 1978 | L'esorcista (The Exorcist) (1973)                                                      |
| 1978 | Un genio, due compari, un pollo (1975)                                                 |
| 1978 | King Kong (1976)                                                                       |
| 1978 | L'ala o la coscia? (L'aile ou la cuisse) (1976)                                        |
| 1978 | L'animale (L'Animal) (1977)                                                            |
| 1978 | La febbre del sabato sera (Saturday Night Fever) (1977)                                |
| 1979 | Grease - Brillantina (Grease) (1978)                                                   |
| 1979 | Superman (1978)                                                                        |
| 1979 | Incontri ravvicinati del terzo tipo (Close Encounters of the Third Kind) (1977)        |
| 1979 | Pari e dispari (1978)                                                                  |
| 1979 | Piedone l'africano (1978)                                                              |
| 1979 | Lo chiamavano Bulldozer (1978)                                                         |
| 1979 | La Zizanie (1978)                                                                      |
| 1980 | Moonraker - Operazione spazio (Moonraker) (1979)                                       |
| 1980 | Il tamburo di latta (Die Blechtrommel) (1979)                                          |
| 1980 | Le 12 fatiche di Asterix (Les douze travaux d'Astérix) (1976)                          |
| 1980 | Apocalypse Now (1979)                                                                  |
| 1980 | Uno sceriffo extraterrestre... poco extra e molto terrestre (1979)                     |
| 1980 | Io sto con gli ippopotami (1979)                                                       |
| 1980 | Poliziotto o canaglia (Flic ou voyou) (1979)                                           |
| 1980 | Il gendarme e gli extraterrestri (Le Gendarme et les Extra-terrestres) (1979)          |
| 1980 | Convoy - Trincea d'asfalto (Convoy) (1978)                                             |
| 1980 | Zombi (Dawn of the Dead) (1978)                                                        |
| 1980 | I 4 dell'Oca selvaggia (The Wild Geese) (1978)                                         |